# Wels-Land
Wels-Land är ett distrikt (Bezirk) i det österrikiska  förbundslandet Oberösterreich. Dess huvudort är Wels som dock inte ingår i distriktet då den är en stad med egen statut, det vill säga en stadskommun där stadsförvaltningen även sköter distriktsuppgifterna. 
Distriktet delas in i två stadskommuner, nio köpingskommuner och 13 kommuner:

Kommunerna i distriktet Wels-Land

Stadskommuner (Stadtgemeinden):
- Marchtrenk
- Stadl-Paura

Köpingskommuner (Marktgemeinden):
- Bad Wimsbach-Neydharting
- Buchkirchen
- Gunskirchen
- Lambach
- Offenhausen
- Pichl bei Wels
- Sattledt
- Steinerkirchen an der Traun
- Thalheim bei Wels

Kommuner (Gemeinden):
- Aichkirchen
- Bachmanning
- Eberstalzell
- Edt bei Lambach
- Fischlham
- Holzhausen
- Krenglbach
- Neukirchen bei Lambach
- Pennewang
- Schleißheim
- Sipbachzell
- Steinhaus
- Weißkirchen an der Traun